# Едуард Шеварднадзе
Едуард Амбросис дзе Шеварднадзе (груз. ედუარდ შევარდნაძე, рус. Эдуард Амвросиевич Шеварднадзе; Мамати, 25. јануар 1928 — Тбилиси, 7. јул 2014) био је секретар Комунистичке партије Грузије (1972—1985), министар спољних послова Совјетског Савеза (1985—1991), а након распада Совјетског Савеза, вратио се у Грузију и био председник државе (1995—2003). Политику је напустио 2003. године након тзв. револуције ружа.

## Биографија
Рођен је у месту Мамати, западна Грузија. Школовао се у Државном педагошком институту у месту Кутаиси. Његову рану каријеру обележио је успон кроз Комсомол, од 1946. до 1957. године. Члан Свесавезне комунистичка партије (бољшевика) постао је 1948. године, а затим члан Врховног совјета Грузијске Совјетске Социјалистичке Републике.
Доживео је кратак пад у изградњи каријере када је 1961. увредио службеника вишег степена. Неколико година је живео повучено, а на политичку сцену се вратио као први секретар КП за град Тбилиси. Године 1965. именован је за министра унутрашњих послова Грузијске ССР. Ову функцију је обављао све до 1972. године.

### Први секретар КП Грузије
Тих је година Шеварднадзеову кампању против криминала и политичке корупције запазила савезна влада у Москви, која га је именовала генералним секретаром Комунистичке партије Грузије 1972. године. После тога је такође наставио кампању сузбијања корупције, која је у Совјетском Савезу највише маха ухватила у Грузији. Током мандата Васила Мџаванадзеа је осим корупције било раширено и капиталистичко црно тржиште. Шеварднадзе је у сврху сузбијања корупције сменио већину припадника пограничне полиције, која је уз добивање мита слободно пуштала сељаке да продају своје производе. Упркос свему, корупција је и након истека његовог мандата остала велик проблем, посебно након стицања независности 1991. године.
Четири године касније, Шеварднадзе је 1976. постао је члан Централног комитета Комунистичке партије Совјетског Савеза. Тих се година суочио с растом грузијског национализма, посебно 1978. године. Тада је власт у Москви након усвајања новог устава 1977. покушала да укине грузијски језик као државни у Грузији. Демонстрације против овог чина избиле су широм земље, али је Шеварднадзе ускоро успео да смири стање компромисом. Грузијски је задржан као државни језик, али је Врховни совјет Совјетског Савеза донео закон који је захтевао већи проценат познавања руског језика у не-руским републикама.

### Министар спољних послова Совјетског Савеза
Након смрти Константина Черњенка, Шеварднадзе је пружио подршку кандидатури Михаила Горбачова за новог вођу Совјетског Савеза. Само дан након што је постао члан Политбироа КПСpp. 1985. године, Горбачов га је именовао за министра спољних послова Совјетског Савеза. Горбачов је с тог места сменио Андреја Громика и окружио се релативно млађом администрацијом (део које је био и Шеварднадзе).
Као министар спољних послова, Шеварднадзе је мењао слику о Совјетском Савезу. Према новом мишљењу Горбачовљеве администрације, антагонизам према капиталистичким земаљама замењен је сарадњом и компромисима. Подршка националним ослободилачким покретима и финансијска подршка социјалистичким режимима попут онога на Куби радикално је смањена. Горбачов је охрабривао демократске промене у источној Европи, што је довело ка паду социјалистичких влада у тим земљама. Шеварднадзе је био жесток заговорник повлачења совјетских војника из Авганистана, што је довршено у фебруару 1989. године. Такође се залагао за смањење конвенционалног и нуклеарног наоружања. Учествовао је и у припремама састанака између Горбачова и председника Сједињених Држава Роналда Регана у Швајцарској (1985) и на Исланду (1986).
Године 1990, Шеварднадзе је поднео оставку на месту министра спољних послова како би упозорио совјетски парламент да земљи прети војна диктатура. Након неуспелог војног удара, новембра 1991. поново је био именован за министра спољних послова. На том месту је остао до наредног месеца када је распуштен Совјетски Савез.

### Председник Грузије
Шеварднадзе се после распада Совјетског Савеза вратио у Грузију и покрстио се у Грузијској православној цркви
. Године 1992, био је изабран за председника Државног већа независне Грузије. Касније исте године, на референдуму потврђено му је то место с више од 90% добивених гласова. Након стицања грузијске независности, Шеварднадзе је постао заокупљен решавањем сукоба са сепаратистима у аутономној републици Абхазији која се налази на северозападу Грузије. Као председник Државног већа послао је у Абхазију грузијске снаге, с циљем да спречи продирање трупа које су подржавале бившег грузијског предсједника Звиада Гамсахурдију. У јулу 1993, Шеварднадзе је пристао на примирје које би надзирали Руси. У септембру исте године Абхази су прекршили примирје. Побуњеници су заузели Сухуми, главни град Абхазије, и натерали грузијске снаге на повлачење. С грузијским снагама из подручја које су сада контролисали побуњеници избегло је више од 200.000 Грузијаца. У априлу 1994. Шеварднадзеова влада је потписала примирје које је допуштало повратак ненаоружаних особа у Абхазију. Према споразуму, Абхазија би остала делом Грузије, али би јој било допуштено да има сопствени устав и парламент. Међутим, у новембру је влада Абхазије прогласила независност и повукла свој потпис са споразума. Како би осигурао руску подрушку у рату против Абхазије Шеварднадзе је пристао на прикључење Грузије Заједници независних држава (ЗНД) у октобру 1993. године.
Шеварднадзеови политички противници протестирали су против прикључења Грузије ЗНД-у, што је приморало Шеварднадзеа да у новембру 1993. године оснује нову политичку странку, Грађански савез Грузије. Политички противници такође су му приговарали због потписивања споразума о војној сарадњи с Русијом, а који је Шеварднадзе потписао у фебруару 1994. године. Тим споразумом Русији је јамчено право да на грузијској територији има своје оперативне војне базе. У марту 1994, Шеварднадзе је затражио обнову институције председника државе, институцију која је укинута након збацивања Гамсахурдије у јануару 1992. године.
У августу 1995. године, Шеварднадзе је задобио посекотине и лакше озледе на рукама и лицу када је у његовој близини експлодирао ауто-бомба док је напуштао зграду парламента у Тбилисију. Тај месец грузијска законодавна власт одобрила је нови устав који је обновио институцију председника републике. Иако је нови устав проширио овласти председника републике, у односу на оне које је имао као председник Државног већа, оне су биле мање од оних којима се Шеварднадзе надао. Тако на пример председник републике није могао да распусти парламент, иако се Шеварднадзе залагао за то. У новембру 1995, Шеварднадзе је поново био изабран за председника Грузије с више од 70% добивених гласова. Други мандат си је осигурао и у априлу 2000. године. Грузија је за то време и даље била оптерећена корупцијом на све стране и задобила репутацију једне од најкорумпиранијих држава у свету. Иако сам Шеварднадзе није био бескурпулозни профитер, велик део грузијске јавности оптужио га је штити управо такве људе само како би се одржао на власти. С временом су и његови амерички савезници одустали од подршке Шеварднадзеу.

### Пад с власти
Парламентарне изборе у Грузији, одржане 2. новембра 2003. године, страни посматрачи, влада САД и Уједињене нације означили су као непоштене. Ово је подстакло на бурну реакцију многих Грузијаца, који су почели да протестују на улицама Тбилисија. Демонстранти су 22. новембра провалили у зграду парламента на дан првог заседања нове владе, што је натреало Шеварднадзеа да побегне са својим телохранитељима. Касније је прогласио ванредно стање и објавио да неће одступити с власти.
Упркос растућој напетости, обе стране изразиле су решавање стања на миран начин. Нино Бурџанадзе, гласноговорница грузијског парламента, објавила је да ће преузети дужност председнице док се ситуација не разреши. Вођа опозиције, Михаил Сакашвили, загарантовао је Шеварднадзеу безбедност, ако распише ванредне председничке изборе.
Шеварднандзе се 23. новембра састао с вођама опозиције у друштву Игора Иванова, руског министра спољних послова, како би разговарали о насталој ситуацији. Шеварднадзе је напослетку дао оставку на место председника изјавивши да на тај начин жели да избегне крвопролиће. Верује се да се одлучио на овај потез, јер су оружане снаге одбиле да спроведу његов декрет о ванредном стању. Након његове објаве, учесници протеста почели су да славе и своје протесте прозвали револуцијом ружа. Аналитичари су ове догађаје упоредили с падом Слободана Милошевића након протеста 2000. године. Паралела с догађајима у Југославији је била још јача након што је откривено да Сорошев Институт за отворено друштво одржавао контакте између грузијске опозиције и организације Отпор. Чланови Отпора су првенствено давали инструкције грузијским опозиционарима у организовању демонстрација.
Немачка влада понудила је Шеварднадзеу политички азил у Немачкој, имајући у виду његову улогу у уједињењу Немачке 1990. године. Шеварднадзе је одбио њихову понуду и остао у Грузији. Након тога се посветио писању мемоара који су објављени 2006. године под насловом „Размишљања о прошлости и будућности“.
Преминуо је 7. јула 2014. у Тбилисију у 87-ој години живота..